# نيكو جاكوبس
نيكو جاكوبس (بالإنجليزية: Nico Jacobs) هو مصارع هاوي ناميبي، ولد في 26 يناير 1981 في بريتوريا في جنوب أفريقيا.

## وصلات خارجية
- نيكو جاكوبس على موقع قاعدة بيانات المصارعة الدولية (الإنجليزية)
- نيكو جاكوبس على موقع أوليمبيديا (الإنجليزية)
- نيكو جاكوبس على موقع اتحاد ألعاب الكومنولث (مؤرشف) (الإنجليزية)